# گوریلا
گوریلا (به هلندی: Gouryella) یک گروه دونفرهٔ موسیقی ترنس هلندی متشکّل از فری کورستن و تییستو بود که بین سال‌های ۱۹۹۹ و ۲۰۰۲ فعّالیّت می‌کرد. این واژه در یکی از زبان‌های بومی استرالیا به معنای بهشت است. این گروه بیش از هر چیز به خاطر ترانهٔ معروفی به همین نام که در سال ۱۹۹۹ آن را منتشر کردند، و نیز ترانهٔ متعاقب آن، یعنی "والهالا" شناخته می‌شود. هر دوی این ترانه‌ها در سبک آپلیفتینگ ترنس بودند.

## آلبوم‌ها
- ۲۰۰۴: بهترین‌ها
- ۲۰۰۵: بهترین‌های سیستم اف و گوریلا (بخش یک)
- ۲۰۰۶: بهترین‌های سیستم اف و گوریلا (بخش دو)

## تک‌ترانه‌ها
- ۱۹۹۹ "گوریلا" (رتبهٔ ۱۵ در یوکی سینگلز چارت)
- ۱۹۹۹ "والهالا" (رتبهٔ ۲۷ در یوکی سینگلز چارت)
- ۲۰۰۰ "تنشی" (رتبهٔ ۴۵ در یوکی سینگلز چارت)
- ۲۰۰۲ "لیگایا" (فری کورستن و جان اوبانک، بدون مشارکت تییستو)

## نگارخانه